# Джаз скала
Джаз гама (на английски: Jazz scale – джаз лад/стълбица) се нарича всяка музикална гама, която се използва в джаз музиката. Голяма част от гамите в джаза са произлезли от стълбици, използвани в западната класическа музика (например обикновените диатонични, целотонни и умалени гами), понеже се намират в композициите на импресионистите Николай Римски-Корсаков, Клод Дебюси, Морис Равел, и Игор Стравински, често по подобен начин както в модерния джаз.
Едно важно понятие в джаз теорията е съотношението между зададените акорди и гамите, които трябва да съответстват на серията акорди. В класическата хармония, акордите са част на една-единствена гама (например: Прогресия с първата, втората и петата степен в до мажор най-често използва само тоновете на до мажор). В джаза е възможно да се използва самостоятелна гама за всяка част на прогресията.

## Пентатонични гами
Най-простите скали, използвани в джаза, са пентатоничните скали. Има ги в мажорен и в минорен вариант. Взаимната им зависимост важи и за пентатоничните скали, което означава, че ла минор е шестата степен в до мажор, а до мажор е третата степен в ла минор.
Пентатонична до мажор скала (до, ре, ми, сол, ла):
Пентатонична ла минор скала (ла, до, ре, ми, сол):
Най-често използвана за по-прости импровизации, пентатониката е много популярна при джаз китаристи и в рок музиката.